# Ільницький Павло Ярославович
Павлó Яросла́вович Ільнѝцький (нар. 13 липня 1992, Львів, Львівська область) — український співак, музикант, мультиінструменталіст, автор пісень, ведучий. Виконавець пісень Френка Сінатри. Фронтмен джазових колективів «The Impressions Jazz Quintet», «Vesolovsky Project». Соліст оркестрів «LeoBand» (Львів, Україна) та «Big Silesian Band» (Катовіце, Польща). Екс-фронтмен проєкту «Paulman». Екс-учасник поп-рок гуртів «Яка існуЄ» та «Sample Rate». Лауреат конкурсу «Співак року» за версією журналу «RIA-ЛЬВІВ» (2015 р.).

## Біографія
Народився 13 липня 1992 року у місті Львові у родині вченого-фізика і музиканта Ярослава Ільницького та німецької філологині, педагога і перекладачки Алли Ільницької.
Навчався у Львові (Львівська середня спеціальна музична школа-інтернат ім. Соломії Крушельницької (спеціальність — фортепіано, педагог Юрій Мойсяк; спеціальність — флейта, педагог Іван Левкович), Львівська лінгвістична гімназія), а також у Даремі, Англія (школи Св. Йосифа і «Невіллс Кросс») та Берліні, Німеччина (Державна інтернаціональна школа ім. Нелсона Мандели).
У 2014 році закінчив Львівський національний університет імені Івана Франка (спеціальність — «театрознавство»). У 2010—2015 рр. працював у Львівському академічному театрі ім. Леся Курбаса (архіваріус, актор, співак та мультиінструменталіст).
Екс-учасник поп-рок гуртів «Яка існуЄ» та «Sample Rate» (2008—2013) а також поп-проєкту «Paulman» (2016—2020).
З 2020 року веде музичну діяльність як фронтмен джазового квінтету «The Impressions Jazz Quintet» та «Vesolovsky Project». Аніматор культури та соліст джазової програми у «Edem Resort Medical & Spa». Також працює як сесійний гітарист та консультант зі звукозапису на студії «ViLi Records».

## Виконавець пісень Френка Сінатри
З 2013 року Павло Ільницький як соліст львівських оркестрів «Lviv Jazz Orchestra», «LeoBand Orchestra», «INSO Lviv» та «Big Silesian Band» (Катовіце, Польща) виконує пісні середини ХХ ст., а передусім з репертуару Френка Сінатри. Соліст щорічної різдвяної програми «White Christmas» та «Christmas Stories» у Львівській опері. За роки діяльності отримав численні схвальні відгуки від українських видань.
«Просто реінкварнація Френка Сінатри! — так говорять всі, хто чув голос Павла Ільницького — одного з найвідоміших співаків Львова, чий оксамитовий тембр просто вражаюче нагадує легендарного Френка.» (Видання «Місто», Вінниця, 2021)
«Я був зачудований. Це той голос, який варто почути й запам'ятати… Павло Ільницький знайшов своє істинне, відповідне своїй суті, покликання. Так, Бог наділив його унікальним голосом, я навіть не знаю, як його називати. Цей голос — ніби оксамит на дотик (якщо можна використати таке порівняння, щоб воно було зрозумілим). Так, Павло співає пісні Сінатри й інших джазменів, як свої власні. Так, він поки що наслідує великих майстрів, але в цьому вже навіть тепер можна вчувати не просто наслідування, а пошуки власного звучання. А синерґетика з оркестром у Павла взагалі феноменальна. Навіть сидячи в залі можна було її відчути. А пластика руху — нібито з тієї далекої епохи, коли Великий Німий тільки-но почав перетворюватись на звукове кіно… На сцену він вийшов — як Френк Сінатра, але сказав: — Я – Ільницький! Павло!» (Тарас Лучук, Zbruč, 2015)

## Фестивальна активність
- 2012 — Міжнародний молодіжний фестиваль «Balkan Youth Festival 2012» (у складі гурту «Sample Rate») (Сандаскі, Болгарія)
- 2013 — Музичний конкурс «Голос Країни» (Київ, Україна)
- 2014 — Rzeszow Carpathia Festival (Жешув, Польща)
- 2015 — Muzyka u Źródeł (Льондек-Здруй, Польща)
- 2015 — Wszelkie Przejawy Artyzmu (Душнікі Здруй, Польща)
- 2016 — International Honda GoldWing Ride (Тшебешовіце, Польща)
- 2016 — Національний телепроект «Українська пісня» (Львів, Україна)
- 2017 — International Honda GoldWing Ride (Вроцлав, Польща)
- 2017 — Rzeszow Carpathia Festival (Жешув, Польща)
- 2017 — Національний телепроект «Українська пісня» у складі проекту «Paulman» (Львів, Україна)
- 2019 — Міжнародний фестиваль «La XXV Feria Internacional de los Pueblos de Fuengirola» (Фуенхірола, Іспанія)
- 2019 — Шашкевич Fest (Золочів, Україна)

## Кліпи
- Запали мене — Paulman (2017 р.)
- Ми все ще разом — Paulman (2018 р.)
- Ти з любови собі не жартуй — Vesolovsky Project (2021 р.)
- Відлуння твоїх кроків — The Impressions Jazz Quintet (2022 р.)
- Прийде ще час — Vesolovsky Project (2023 р.)